# Паскаль Кушпен
Паска́ль Кушпе́н (фр. Pascal Couchepin; нар. 5 квітня 1942) — швейцарський політик, який обіймав посаду члена Федеральної ради Швейцарії з 1998 по 2009 рік. Член Вільної демократичної партії, двічі був президентом Швейцарської Конфедерації — у 2003 та 2008 роках. Кушпен очолював Федеральний департамент економіки з 1998 по 2002 рік і Федеральний департамент внутрішніх справ з 2003 по 2009 рік.

## Біографія
Кушпен здобув диплом DEA з права в Лозаннському університеті. Він батько трьох дітей (двох доньок і сина) та має двох онуків. Кушпена обрали до Федеральної ради Швейцарії 11 березня 1998 року як представника Вільної демократичної партії Швейцарії від кантону Вале. Раніше він обіймав посаду заступника мера (1976) і мера Мартіньї (з 1984 року), а також був членом Національної ради з 1979 по 1998 рік.
У 1998 році він очолив Федеральний департамент економіки, на цій посаді виступав проти виділення урядом коштів на врегулювання у розмірі 1,25 млрд доларів між швейцарськими банками та жертвами Голокосту. Його цитували зі словами, що «немає підстав для уряду Швейцарії щось платити», оскільки урядова комісія засвідчила, що «ми робили, що було можливим у тяжкі часи війни». У 2003 році він перейшов до Федерального департаменту внутрішніх справ і того ж року став президентом Конфедерації. 13 грудня 2006 року його обрали віцепрезидентом Федеральної ради на 2007 рік, а 12 грудня 2007 року — президентом Конфедерації на 2008 рік.
Під час суперечки, пов'язаної з висловлюваннями Папи Бенедикта XVI про іслам, також відомої як Регенсбурзька лекція 2006 року, він заявив, що промова Папи була «розумною та необхідною». 12 червня 2009 року Кушпен оголосив про свою відставку з Федеральної ради, яка набрала чинності 31 жовтня 2009 року.